# Ông Ó
Ông Ó là một tác giả văn học dân gian Nam Bộ Việt Nam sống vào thời vua Minh Mạng. Ông sinh vào khoảng năm 1810-1820. Truyện ông sáng tác không những có số lượng lớn mà còn có đề tài độc đáo. Ông cũng vừa là nhân vật trung tâm trong nhiều truyện cười Việt Nam.

## Cuộc đời
Hai vợ chồng Ông Ó quê quán và danh tính không rõ. Họ tới ở xóm Dưa, thuộc làng Phước Hội, tổng Minh Đạt, hạt Bến Tre, nay là ấp An Quới, xã Định Thủy, huyện Mỏ Cày, tỉnh Bến Tre khi họ đã ở tuổi 50 và không có con cái. Người chồng có tài làm bẫy bắt muông thú. Ông chuyên bắt và bán chim ó biển nên được người dân trong vùng gọi là "Ông Ó". Ông vui tính và có tài kể chuyện.

## Tác phẩm
- "Truyện Ông Ó" do Bùi Quang Nho sưu tầm (1913)[1]
- "Chuyện cười cổ nhân" do Vương Hồng Sển sưu tập (1977)[1]
- Tập "Văn học dân gian Bến Tre" (Nhà xuất bản Khoa học xã hội, 1988) (có 26 tập truyện ông Ó)[1]
- "Truyện Trạng Việt Nam - Truyện ông Ó", Nhà xuất bản Kim Đồng
- Truyện Ông Ó trong sách "Văn hóa Bến Tre", tác giả là giáo sư, tiến sĩ văn hóa Nguyễn Chí Bền, Nhà xuất bản Khoa học xã hội xuất bản tháng 12 năm 2014